# Steve Hochstadt
Steven Lawrence Hochstadt (* 30. August 1948) ist ein US-amerikanischer Historiker.
Steve Hochstadt war Geschichtsprofessor am Illinois College in Jacksonville, Illinois. Er gehört der Fakultät seit 2006 an und unterrichtete davor 27 Jahre lang am Bates College in Maine. Seine Großmutter, eine jüdische Deutsche, die dem Holocaust entkam, indem sie nach Shanghai auswanderte, weckte sein Interesse für jüdische Auswanderer nach Asien. Er führte Interviews mit über 100 ehemaligen Shanghailändern, die heute in den USA und Europa leben. Aufbauend auf seine Studien verfasste er zahlreiche Bücher über den Holocaust und insbesondere über die Jüdischen Flüchtlinge in Asien. Zudem ist Hochstadt Mitglied des Sino-Judaic Institute, einer NGO mit dem Ziel gemeinschaftlicher Zusammenarbeit in kulturellen und geschichtlichen Bereichen zwischen Chinesen und Juden.